# Goran Bjorkman
Goran Bjorkman (1860 — 1923) foi um poeta sueco. Era um dedicado lusófilo.
Foi tradutor de inúmeros poetas portugueses e introdutor da medida poética latina na literatura sueca.